# Sergio Pompanin
Sergio Pompanin (né le 6 mars 1939 à Cortina d'Ampezzo) est un bobeur italien des années 1960.

## Carrière
Sergio Pompanin remporte la médaille d'argent en bob à quatre aux Championnats du monde de bobsleigh 1969 à Lake Placid avec Mario Armano, Gianfranco Gaspari et Roberto Zandonella.

## Palmarès

### Championnats monde
- : médaillé d'argent en bob à 4 aux championnats monde de 1969.